# Pilprojektil
- Övre vänster: fransk pilprojektil i 120 mm kaliber drivspegel.
- Övre höger: Sönderfallande drivspegel som separerar från avskjuten pilprojektil.
- Undre bild: Genomskuren patron med pilprojektil till en Rheinmetall Rh-120 stridsvagnskanon.

Pilprojektil (engelska: armour-piercing fin-stabilized discarding sabot, förkortning: APFSDS, "pansarbrytande, fenstabiliserad, sönderfallande drivspegel"), även underkaliberpil och pilskott, är en typ av underkalibrig pansarbrytande projektil för högtryckskanoner och automatkanoner, vanligen på stridsfordon såsom stridsvagnar, luftvärnskanonvagnar och pansarskyttefordon, men ibland även på attackhelikoptrar och attackflygplan. Det finns även mycket specialiserade handeldvapen som är försedda med pilprojektilammunition.
Pilprojektiler tillverkas av hårdmetall och skjuts med mycket hög mynningshastighet (flera tusen meter per sekund) för att erhålla högt pansargenomslag.

## Utformning

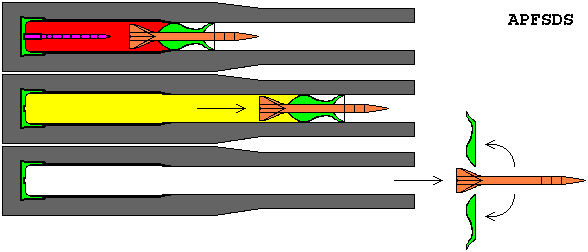
Principen för hur en pil skjuts ut ur en kanon.

Pilprojektiler har, som namnet antyder, formen av en pil. Med andra ord är det en mycket långsmal projektil med fasta fenor på bakplanet. De har mycket mindre kaliber än eldröret den skjuts ur (se underkalibrig ammunition) och hålls på plats i loppets center av en fullkalibrig ring kallad drivspegel. Drivspegeln tar emot trycket från drivladdningen när patronen avfyras och driver pilen genom loppet. Drivspegeln är uppdelad i delar och hålls enbart ihop av det omliggande eldröret under avfyrning. När projektilen lämnar mynningen på eldröret går drivspegeln i bitar och faller till marken. Denna princip tillåter avfyrning av småkalibriga projektiler med en mycket kraftig drivladdning.

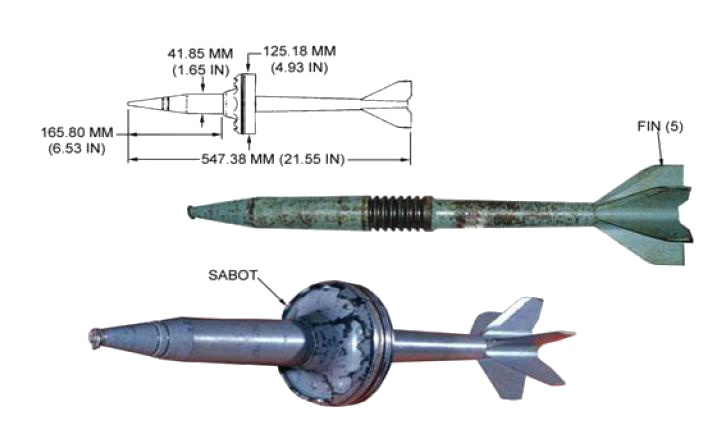
En pil till den ryska stridsvagnen T-72. Den runda ringen (drivspegeln) lossnar efter utskjutandet.

Eftersom pilprojektiler är fenstabiliserade kräver de ingen rotation för stabilisering likt konventionella vapenprojektiler och skall därför inte rotera under projektilbanan. De skjuts därför oftast ur kanoner med slätborrade eldrör. Till pilar som skjuts ur räfflade eldrör används en slirgördel (även kallat slirande gördel) som griper in i räfflorna men roterar fritt mot drivspegeln.
För att klara av luftmotståndet vid de hastigheter pilprojektiler färdas i under projektilbanan och för att klara av anslagsenergin vid anslag i hårda mål tillverkas pilprojektiler av mycket hårt material. Materialet ska främst ha hög densitet men också god mekanisk hållfasthet. Oftast rör det sig om hårdmetall som volframkarbid eller legeringar av utarmat uran. Utarmat uran har densiteten 19 kg/dm³ och volframkarbid 15,6 kg/dm³, jämfört med bly vid 11,3 kg/dm³ och stål vid 7,9 kg/dm³.

## Verkan
Pilprojektiler används som pansarvärnsammunition och ska i regel bekämpa pansar av varierande typ och kvalité.
Pilprojektiler verkar genom att med sin, förhållandevis, höga rörelseenergi, stora massa och lilla tvärsnittsarea, pressa sig igenom pansar vid anslag. Under genomslaget så uppträder både pil och pansar mer som vätskor än som fasta kroppar på grund av den mycket höga energin.[källa behövs] Effekten gör att påverkan av anslagsvinkel är mycket mindre än för traditionella pansarprojektiler.[källa behövs]
Som exempel har pilprojektilen hos Stridsfordon 90 en utgångshastighet om ca 1500 meter per sekund, jämfört med dess spränggranat som har en mynningshastighet om ca 1000 meter per sekund, vilket betyder att pilprojektilen trots sin mindre kaliber har drygt dubbla rörelseenergin vid motsvarande massa.
En modell som används för att beskriva penetrationsförmågan hos moderna pilprojektiler är Odermattekvationen, som visar inverkan av anslagsvinkel, hastighet, längd och materialegenskaper för mål och pil.